# Quercus smallii
Quercus smallii är en bokväxtart som beskrevs av William Trelease. Quercus smallii ingår i släktet ekar, och familjen bokväxter. Inga underarter finns listade i Catalogue of Life.